# 聖華金河莊園 (加利福尼亞州)
聖華金河莊園（英語：San Joaquin River Estates）是位於美國加利福尼亞州馬德拉縣的一個非建制地區。該地的面積和人口皆未知。

## 地理
聖華金河莊園的座標為36°51′50″N 119°49′02″W / 36.86389°N 119.81722°W，而該地的平均海拔高度為105米（即344英尺）。